# 龍族 (李榮道)
《龍族》（韓語：드래곤 라자，英語：DragonRaja）是韓國作家李榮道所撰寫的奇幻小說。最初是於1997年10月起在網路上發表，受到廣大讀者的喜愛而集結出版，成為韓國暢銷小說，共十二冊，內容分十五章。
在第三波資訊公司於中文圈（台灣、香港）代理其改編之線上遊戲後，原著小說的繁體中文翻譯本於2002年也開始逐冊推出，台灣及香港由第三波出版發行，與韓國版同樣是十二冊，名稱為配合線上遊戲而定為「龍族」，並一直採用至今。譯者為王中寧、邱敏文與鄭旻加。
繁體中文版於2008年4月由春天出版社再次出版發行，並請到譯者原班人馬將文句加以修訂，也將十二本的封面全數改版。
春天出版也取得其續篇「퓨쳐 워커」的代理權，在2009年6月4日開始推出《龍族 2：Future Walker》，全書七冊至2009年12月14日陸續出版完畢。

## 中文版翻譯名稱以及系列作相關
《龍族》原文名稱為《드래곤 라자》。根據作品英譯（Dragonraja），再參照作品內容圍繞之主軸，以及其中提及之神魂使（Godraja），本作品中文版應該翻譯成「龍魂使」才較準確。之所以翻譯成《龍族》，是由於當初第三波公司先代理小說改編的線上遊戲將其命名為「龍族」（事實上真正的命名者是由於合作遊戲行銷案派至第三波開會的 7-11 超商強勢代表），才接續發行原著小說時為配合遊戲名稱之緣故。而再次出版《龍族》的春天出版並沒有將第三波公司的翻譯名加以更動。
《龍族》續篇《퓨쳐 워커》英譯作「Future Walker」，根據書中內容是翻譯成「未來漫步者」。春天出版將中文版的主標題訂為「龍族2」，把原來的主標題當中文版的副標題且採用英譯，未將其翻譯成中文。使用全名為：《龍族2：Future Walker》。
流行且廣泛的將《龍族》稱為「龍族第一部」，《龍族》續篇《龍族 2：Future Walker》稱為「龍族第二部」。
先前在中文圈廣泛流傳也是《龍族》續篇，被稱為「龍族第三部」的《폴라리스 랩소디》（原文英譯：Polaris Rhapsody，暫譯：北極星史詩），實際上是與《龍族》設定無關的海盜故事。
此外與《龍族》設定有相關聯的李榮道作品有短篇集《오버 더 호라이즌》（原文英譯：Over the horizon，暫譯：越過地平線），以及包含在「龍族出版十週年紀念套書」（僅限於韓國地區）中的《그림자 자국》（原文英譯：Track of shadow，春天出版將代理出版，暫定譯作影之痕）。
2024年奇幻基地出版於嘖嘖集資出版《龍族》25週年紀念復刻版，並有超過一千人參與集資。

## 故事大綱及篇章列表
《龍族》共分十五章、《龍族 2：Future Walker》共十章，篇章名並非全篇主旨，乃是從篇末幾段文字中挑出一句話當作篇章名。
《龍族》故事是說一名修奇．尼德法的少年在村莊遇到神秘盲眼法師後，與同伴們在一個秋天內經歷各種冒險事件，並在旅程結束回歸村莊生活，被後世所遺忘的故事。
- 《龍族》
  - 第一篇：朝太陽奔馳的馬
  - 第二篇：水壺與腦袋的差別
  - 第三篇：五十個小孩與大法師費雷爾
  - 第四篇：公牛與魔法劍
  - 第五篇：復仇的黑手
  - 第六篇：頂尖魔法師
  - 第七篇：港口的少女
  - 第八篇：人類的武器
  - 第九篇：星星給予仰望者光芒
  - 第十篇：約定好的休息
  - 第十一篇：看著前方卻想著後方
  - 第十二篇：不祥的預言
  - 第十三篇：大法師的輓歌
  - 第十四篇：沒有正確答案的選擇
  - 第十五篇：朝夕陽飛翔的龍
- 《龍族 2：Future Walker》
  - 序幕：她不再飛
  - 第一篇：消失詩人的追慕曲
  - 第二篇：詩人的歸還
  - 第三篇：投進時間中的毀滅之錨
  - 第四篇：影子不會自己行走
  - 第五篇：虛假之愛的真實
  - 第六篇：呼喚遺忘之事的聲音
  - 第七篇：毀滅是完美的歸宿
  - 第八篇：時間的匠人
  - 第九篇：等待的海岸
  - 第十篇：被遺忘之風變奏